# Elizaphan Ntakirutimana
Elizaphan Ntakirutimana (ur. 1924 w Kibuye, zm. 22 stycznia 2007 w Arushy, Tanzania) – rwandyjski pastor Kościoła Adwentystów Dnia Siódmego, skazany przez Międzynarodowy Trybunał Karny dla Rwandy za współudział i pomocnictwo w zbrodni ludobójstwa.
W 1994, kiedy doszło w Rwandzie do ludobójstwa, Ntakirutimana był pastorem w centrum adwentystów w Mugonero oraz kierował misją Kościoła w południowej części kraju. Zgodnie z oskarżeniem Trybunału, wspólnie z synem Gérardem uczestniczył w zabójstwach mężczyzn, kobiet i dzieci narodowości Tutsi, szukających schronienia w ośrodku adwentystów w Mugonero oraz w Biserero (prefektura Kibuye). Pastor nie tylko wpuścił napastników na teren ośrodka, ale także organizował ich transport w miejsca, gdzie dokonywali oni dalszych aktów ludobójstwa. Krótko po tych wydarzeniach Ntakirutimana przeszedł na emeryturę i wyjechał z Rwandy, osiadł w USA w Laredo (Teksas).
Po wysunięciu oskarżenia przez Międzynarodowy Trybunał Karny dla Rwandy Elizaphan Ntakirutimana został zatrzymany w Teksasie we wrześniu 1996. Początkowo zwolniony, ostatecznie ponownie został aresztowany w lutym 1998, a następnie w marcu 2000 przekazany do dyspozycji Trybunału w Arushy (Tanzania). Sprawę pastora połączono z procesem jego syna Gérarda, pozostającego w areszcie w Arushy od listopada 1996. Proces rozpoczął się we wrześniu 2001. Ntakirutimana nie przyznał się do zarzucanych mu czynów, a jego obrońca, były amerykański prokurator generalny Ramsey Clark, określał go mianem pacyfisty, niezdolnego do wyrządzenia krzywdy. Trybunał nie przychylił się do tej opinii ani oświadczenia oskarżonego i w lutym 2003 uznał winnym współudziału i pomocnictwa w pięciu aktach ludobójstwa w Mugonero i siedmiu w Bisesero, skazując go na 10 lat więzienia. Gérard Ntakirutimana został uznany za winnego ludobójstwa oraz zbrodni przeciw ludzkości i otrzymał wyrok 25 lat więzienia. Wyroki zostały podtrzymane w postępowaniu apelacyjnym.
Elizaphan Ntakirutimana wyszedł na wolność w grudniu 2006, po zaliczeniu na poczet odsiadywanej kary wcześniejszego pobytu w areszcie. Był najstarszym z oskarżonych przez Trybunał ds. Rwandy, a zarazem pierwszym, który odzyskał wolność po odbyciu kary. Zmarł w szpitalu w Arushy sześć tygodni później.